# Bourse du carbone

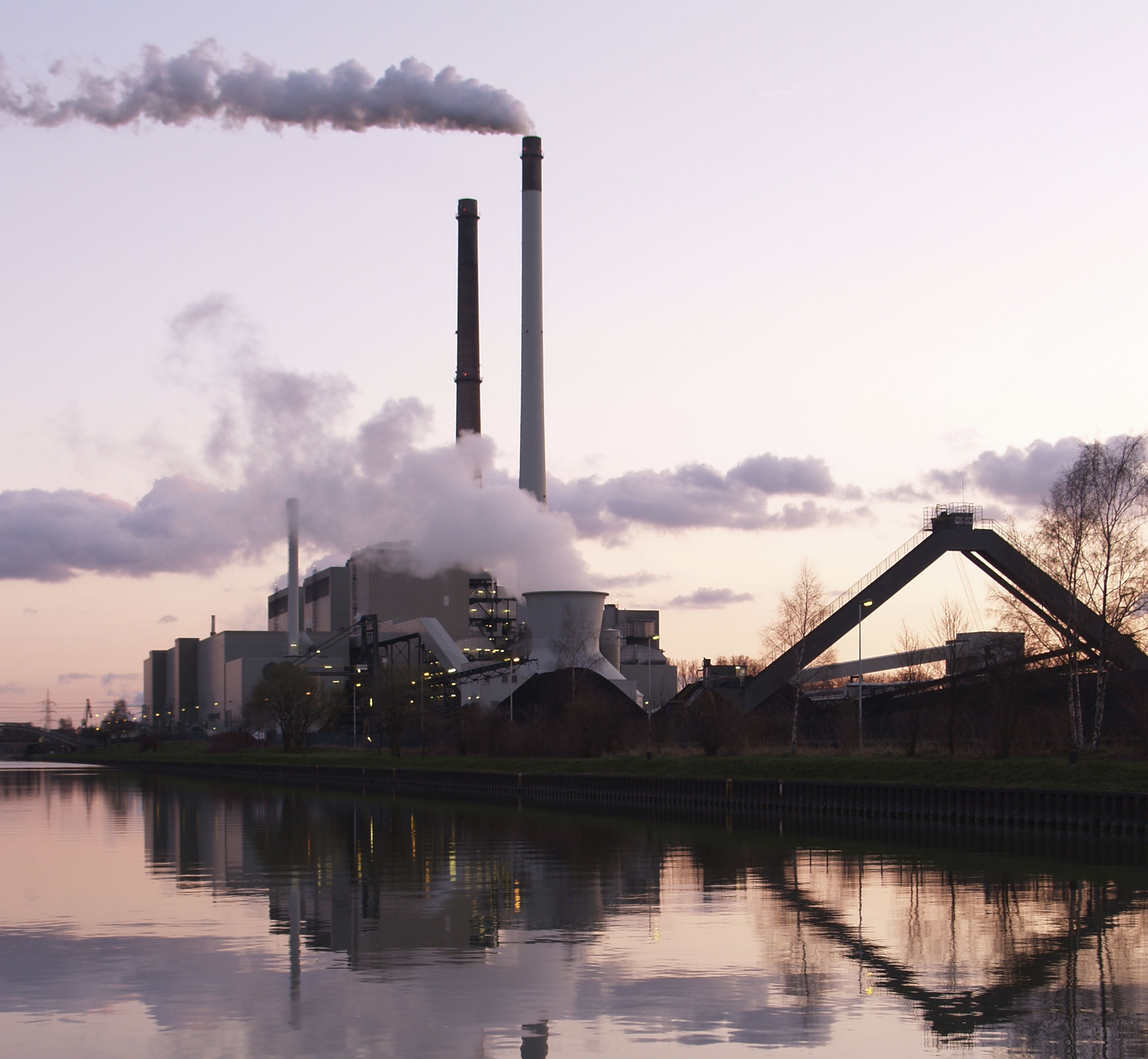
Photo d'une centrale au charbon située à Datteln en Allemagne. À cause des coûts associés à la production de, les installations de ce type pourraient cesser de fonctionner.

Une bourse du carbone est un ensemble de dispositifs matériels et logiciels nécessaires au fonctionnement d'un marché du carbone.

## Marché du carbone
Un système d’échange de quotas d’émission (« emissions trading scheme » ou « ETS » en anglais) est un mécanisme de marché qui est utilisé pour réduire les émissions de gaz à effet de serre (GES). Il repose sur le principe de « plafond et échange » (« cap and trade » en anglais). Le gouvernement fixe un plafond d’émissions totales qui s’applique à un ou plusieurs secteurs de l’économie et le répartit entre les entreprises œuvrant dans ces secteurs, qui reçoivent un permis pour chaque tonne d’émissions relâchée dans l’atmosphère. Ces entreprises peuvent recevoir ou acheter des permis et elles peuvent en échanger avec d’autres entreprises. Il s’agit là de la partie « échange » de l’approche « plafond et échange », qui est gérée par la bourse du carbone.
Un ETS offre une très grande flexibilité aux entreprises quant à la façon dont elles peuvent répondre à leurs obligations. Les entreprises ont le choix de réduire leurs propres émissions et/ou d’acheter des quotas excédentaires provenant d’autres entreprises. Souvent, les gouvernements permettent aux entreprises d’accumuler des quotas qui seront utilisés à une date ultérieure. Dans de nombreux systèmes, les entreprises peuvent également utiliser des crédits compensatoires nationaux ou internationaux provenant de projets de réduction d'émissions dans des secteurs qui ne sont pas couverts par le système d’échange de quotas de GES. Cette diversité de solutions permet de réduire au minimum les coûts associés au respect du plafond d’émission du système d’échange de quotas, non seulement pour l’entreprise, mais pour la société dans son ensemble.
Dans le système européen, chaque entreprise émettrice doit restituer à la fin de l'année un nombre suffisant de quotas pour couvrir toutes ses émissions, sous peine de s'exposer à de lourdes amendes. Une entreprise ayant réduit ses émissions peut conserver l'excédent de quotas pour couvrir ses besoins futurs, ou bien les vendre à une autre entreprise qui en a besoin.

## Fonctionnement
Les entreprises qui ont réduit leurs émissions peuvent se retrouver avec des quotas excédentaires et les vendre sur le marché. Les transactions de quotas entre les participants au marché carbone sont suivies à l’aide d’un registre.
Dans le système européen, la mise aux enchères est la méthode par défaut d'allocation de quotas ; en 2013, plus de 40 % des quotas ont été mis aux enchères, proportion qui devait augmenter dans la période 2013-2020 et pourrait atteindre 50 %. L'industrie manufacturière a reçu 80 % de ses quotas à titre gratuit en 2013. Cette proportion va diminuer chaque année, pour tomber à 30 % en 2020, sauf pour les secteurs considérés comme exposés au risque de fuite de carbone. Il existait en 2014 deux plates-formes d'enchères : la bourse d'échanges European Energy Exchange (EEX), établie à Leipzig, est la plate-forme commune d'une grande majorité des pays participant au SEQE-UE ; elle sert également de plate-forme d'enchères pour l'Allemagne. La deuxième plate-forme d'enchères est la bourse ICE Futures Europe (ICE), établie à Londres, qui sert de plate-forme pour le Royaume-Uni.
La bourse européenne du carbone gérée par EEX comprend quatre sections : marché des enchères, marché spot, marché à terme, marché d'options.
Les principaux opérateurs du marché européen du carbone sont les entreprises du secteur de l’énergie et les entreprises industrielles soumises aux obligations du SEQE-UE. Des intermédiaires financiers tels que les banques négocient également, en général pour le compte d'entreprises et d’émetteurs de plus petite taille. À partir de janvier 2018, les quotas d’émission sont classés en tant qu’instruments financiers par la directive concernant les marchés d’instruments financiers (MiFID II). Auparavant, seuls les contrats dérivés concernant des quotas d’émission relevaient des règles sur les marchés financiers. Cette classification renforce la protection du marché du carbone contre les abus de marché et d'autres types de comportements répréhensibles.

## Situation européenne
Le système communautaire d'échange de quotas d'émission (SCEQE) (en anglais European Union Emission Trading Scheme – EU ETS) est un mécanisme de droits d'émissions de dioxyde de carbone (CO2) mis en œuvre à partir de 2005 au sein de l’Union européenne dans le cadre de la ratification par l'UE du protocole de Kyōto. Il fonctionne dans 30 pays (les 27 États membres de l'UE plus l'Islande, le Liechtenstein et la Norvège). Il limite les émissions de plus de 11 000 installations grandes consommatrices d'énergie (centrales électriques et industries) et des compagnies aériennes reliant les pays participants et couvre environ 45 % des émissions de gaz à effet de serre de l'UE.
Le 24 février 2015, les députés de la commission Environnement du Parlement Européen se sont prononcés en faveur d'un accord pour la création d'une « réserve de stabilité de marché » prévue pour fin 2018. L'objectif est de réguler le marché en retirant des quotas d'émission de CO2 en période de récession et en redistribuer en période de croissance.
Lors du Brexit, le Royaume-Uni est sorti du marché européen de quotas d'émissions de CO2, géré à Londres par l'opérateur boursier américain ICE, qui a décidé de le déplacer à Amsterdam. ICE annonce en mars 2021 qu'une nouvelle plateforme d'échange de quotas de CO2 britannique serait opérationnelle à partir du 19 mai 2021.
En 2022, en raison de l'envolée des prix du carbone sur le marché européen, l’idée d’un prix plafond est à nouveau avancée, après des années de prix bas ayant suscité le soutien à un prix plancher. Pour certains fournisseurs d’énergie électrique polonais, les coûts du carbone représenteraient 60 % du coût de l'électricité en sortie d’usine. L'idée d’instaurer un « corridor de prix » pour le carbone, avec également un prix plancher, avait notamment été défendue en 2017 par la Commission de Haut Niveau sur les Prix du Carbone, soutenue par le groupe de la Banque mondiale, l’ADEME et le ministère de la Transition écologique et solidaire en France.

### Escroqueries
Profitant de failles dans la sécurisation des conditions de perception de la TVA sur les quotas de carbone, des escrocs ont mis en place un système classique de fraude à la TVA de type carrousel. Face à cette fraude qui a permis de détourner 1,6 milliard d'euros en France en 2008 et 2009 et 5 milliards d'euros pour l'ensemble des États membres de l’Union européenne, la TVA sur les quotas a été supprimée.

## Prix sur les bourses du carbone
Les prix des quotas d'émission sur les principales marchés du carbone (bourses du carbone ou enchères de quotas) sont consultables sur le site internet de l'ICAP (International Carbon Action Partnership).
En décembre 2020, les prix de carbone sur ces marchés étaient les suivants :
| Marché du carbone | Prix (dollars/tonne de CO2) | Date       |
| --- | --------------------------- | ---------- |
| Californie-Québec | 16,93                       | 17/11/2020 |
| Chine : Pékin | 11,58                       | 17/12/2020 |
| Chine : Chongqing | 3,62                        | 17/12/2020 |
| Chine : Guangdong | 4,35                        | 17/12/2020 |
| Chine : Shanghai | 6,35                        | 17/12/2020 |
| Chine : Hubei | 4,24                        | 17/12/2020 |
| Chine : Shenzhen | 3,56                        | 17/12/2020 |
| Chine : Tianjin | 3,82                        | 17/12/2020 |
| Chine : Fujian | 1,36                        | 17/12/2020 |
| Union européenne (EU ETS) | 37,65                       | 14/12/2020 |
| Corée | 27,89                       | 18/12/2020 |
| Nouvelle Zélande | 26,68                       | 17/12/2020 |
| RGGI* | 7,41                        | 02/12/2020 |
| Suisse | 32,27                       | 09/12/2020 |
| * Regional Greenhouse Gas Initiative (RGGI) : Connecticut, Delaware, Maine, Maryland, Massachusetts, New Hampshire, New Jersey, New York, Rhode Island et Vermont. |                             |            |

En décembre 2021, en parallèle avec l'envolée des prix de l'énergie, le prix de la tonne de CO2 sur le marché européen passe la barre des 80 €. En hausse de 140 % depuis le début de l'année, celui-ci est tiré par les prix du gaz qui, en poussant les producteurs d'électricité à se tourner de nouveau vers le charbon, moins cher mais plus polluant, les oblige à acheter davantage de quotas de carbone pour compenser ces émissions de CO2 supplémentaires. Ainsi, depuis le début 2021, le prix que les industriels doivent payer pour compenser leurs émissions de CO2 augmente de près de 50 €. Le prix se situe alors à 20 € de plus que ce qu'anticipait la Commission européenne pour 2030.
En février 2022, le prix de la tonne de CO2 sur le marché européen frôle les 100 €. En décembre 2022, il est proche de 80 €. Les États membres qui touchent les revenus des enchères carbone doivent en utiliser au moins 50 % à des mesures liées au climat et à l’énergie.